# Generazione di sconvolti
Generazione di sconvolti è un album del rapper Ape, pubblicato nel 2005.

## Il disco
L'album è composto da 15 tracce su cui l'MC lombardo si alterna con altri artisti quali Federica (Ci Confondiamo), Bassi Maestro (La Mia Nazione), Asher Kuno (Serata Maledetta), Sir Bod, Nobile Tino, Tuno. Mentre le produzioni sono affidate ad artisti di calibro come Kup, Hakeem, Bassi Maestro, Jack the Smoker, Mondo Marcio e Gasto.
I temi scelti per l'album vanno dall'autobiografia ai risvolti sociali, dal classico storytelling fino alla critica delle "disfunzioni" italiane. Ape si conferma soprattutto un ottimo scrittore di liriche, capace di rimanere chiaro in ogni traccia del disco.
L'album rappresenta il secondo elemento della trilogia composta da Venticinque, Generazione di sconvolti e Morgy Mo' e la gente per bene, in cui Ape descrive la società odierna.

## Tracce
1. Artista distratto  [prodotta da KUP]
2. Morgante  [prodotta da KUP]
3. Senza rimpianti  [prodotta da Hakeem]
4. Ne parlerò con te  [prodotta da Hakeem]
5. Ci confondiamo feat Federica [prodotta da KUP]
6. Il monologo del rap  [prodotta da Bassi Maestro]
7. Generazione di sconvolti  [prodotta da Jack the Smoker]
8. L'invidia  [prodotta da KUP]
9. La mia nazione feat. Bassi Maestro  [prodotta da Hakeem]
10. Tundi  [prodotta da Gasto]
11. Idea 2005  [prodotta da Mondo Marcio]
12. Dieci respiri  [prodotta da Mondo Marcio]
13. Serata maledetta feat. Asher Kuno [prodotta da KUP]
14. Databile 2005 feat. Sir Bod, Nobile Tino, Tuno, Federica [prodotta da Jack the Smoker]
15. Altra domenica feat. Tuno [prodotta da Jack the Smoker]